# Heriaeus horridus
Heriaeus horridus är en spindelart som beskrevs av Viktor Tysjtjenko 1965. Heriaeus horridus ingår i släktet Heriaeus och familjen krabbspindlar. Inga underarter finns listade i Catalogue of Life.